# Cocteau Twins
Cocteau Twins was een Schotse band die actief was van 1979 tot 1997. De band speelde New wave, postpunk, ethereal wave en dreampop. De groep bestond uit zangeres Elizabeth Fraser (29 augustus 1963), gitarist Robin Guthrie (4 januari 1962) en bassist Simon Raymonde (3 april 1962). Will Heggie was bassist tot 1983.

## Biografie
De groep werd opgericht door Guthrie, Fraser en Heggie in Grangemouth, Schotland. Guthrie had Fraser ontmoet in een lokale discotheek in Grangemouth. De band vernoemde zich naar een nummer van de eveneens Schotse band Johnny and the Self-Abusers, de latere Simple Minds.
De uit drie personen bestaande band stuurden een demo naar John Peel en een demo naar Ivo Watts van het Engelse platenlabel 4AD. Ivo Watts nodigde hen uit om naar Londen te komen om een paar nummers op te nemen voor 4AD. De eerste twee nummers die ze opnamen waren Speak No Evil en Perhaps Some Other Aeon, De band trad voor het eerst op in het voorprogramma van The Birthday Party in maart 1982. Op 15 juli 1982 traden ze op in John Peels radioprogramma op de BBC. In september 1982 verscheen het eerste album Garlands. Het was een debuutalbum dat een schokgolf door het alternatieve circuit veroorzaakte. In de indielijsten was het album direct een enorm succes. Het kwam bovenaan te staan in de top 5 van de UK Independent Albums Chart.
In deze beginperiode speelde de band donkere en sombere postpunk en new wave geïnspireerd door The Cure, Siouxsie and the Banshees en Joy Division. Hierna bracht de band twee ep's uit, Lullabies (1982) en Peppermint Pig (1983). De nummers op Lullabies liggen in het verlengde van Garlands maar er zijn al kenmerken van het volgende album Head over Heels. Op Peppermint Pig, geproduceerd door Alan Rankine,  is de mystieke sound verdwenen en komt de band (tijdelijk en eenmalig) met drie rechtlijnige rocknummers. In januari 1983 gaf de band haar eerste optredens in Nederland. En van maart t/m juni 1983 speelden ze in het voorprogramma van Orchestral Manoeuvres in the Dark tijdens hun Europese tournee. Daarna verliet Will Heggie de band. Als duo maakten Fraser en Guthrie het tweede album Head over Heels (november 1983).
In 1984 werd Simon Raymonde de nieuwe basgitarist. Hij was voor het eerst te horen op de ep The Spanglemaker (1984).
In september 1983 werkte de band voor het eerst mee aan het project This Mortal Coil van Ivo Watts-Russell met het Tim Buckley nummer Song to the Siren. Een jaar later werkten ze ook mee aan het eerste album van This Mortal Coil It'll End in Tears.
Het geluid van de band veranderde geleidelijk van het donkere wave-geluid van de eerste platen naar een gevarieerder en toegankelijker geluid op het tweede album Head over Heels. Op het derde album Treasure (november 1984) is het geluid wederom gewijzigd en klinkt de band milder en etherischer, met impressionistische en majestueuze kathedralen van geluid, en zangeres Elizabeth Fraser zingt nu ook in de hogere regionen. Treasure wordt door veel fans beschouwd als hun beste werk en heeft lovende kritieken gekregen. Kenmerkend voor de muziek bleef de galmende gitaar van Guthrie en de zang van zangeres Fraser die meestal geen tekst zong maar haar stem als instrument gebruikte.
Als duo maakten Fraser en Guthrie het album Victorialand (1986), dat de 10e plaats bereikte in de UK Albums Chart. De muziek op dit album bestaat uit ruimtelijke soundscapes van voornamelijk akoestische gitaren met de hoge zang van Fraser, en grenst aan ambient. Op de volgende EP Love's Easy Tears was Raymonde weer aanwezig. The Michigan Daily noemde deze ep "verbonden met een gesloten circuitlijn naar de hemel".  Samen met Harold Budd maakten ze het album The Moon and the Melodies (november 1986) onder de naam Harold Budd, Simon Raymonde, Robin Guthrie, Elizabeth Fraser.
In juni 1987 verscheen het door Ivo Watts-Russell geproduceerde verzamelalbum Lonely is an Eyesore met nummers van artiesten van het 4AD-label, met een nieuw Cocteau Twinsnummer Crushed.
In september 1988 verscheen het vijfde album Blue Bell Knoll, dat door velen wordt beschouwd als het mooiste album dat de band gemaakt heeft. Met Heaven or Las Vegas (1990) kreeg de band ook bekendheid in de Verenigde Staten. In 1990 maakten ze hun eerste Amerikaanse tournee.
De groep veranderde begin jaren negentig van platenlabel: 4AD werd toen ingewisseld voor Fontana. Four Calendar Cafe (1993) was het eerste album dat verscheen op het label Fontana. In 1995 werkten ze mee aan de soundtrack van de Amerikaanse film Judge Dredd met het nummer Need Fire. In 1995 werden er twee nieuwe ep's uitgebracht, Twinlights en Otherness, elk met vier nummers. Sommige van deze nummers waren andere uitvoeringen van nummers op het nieuwe album Milk & Kisses dat het jaar daarop verscheen. In 1996 werkten ze ook samen met de danceact Spooky op het nummer Hypo - Allergenic. Hun laatste wereldtournee maakten ze van mei t/m juli 1996. In Nederland was hun laatste optreden In Paradiso Amsterdam op 31 mei 1996. In 1997 besloot de band te stoppen.

## Concerten in Nederland
- 1 januari 1983 - Paradiso, Amsterdam[29]
- 26 januari 1983 - Concertgebouw de Vereeniging, Nijmegen
- 28 januari 1983 - Effenaar, Eindhoven (W.A.T. in het voorprogramma)
- 29 januari 1983 - De Meervaart, Amsterdam
- 30 januari 1983 - Arena, Rotterdam
- 5 april 1983 - Theater Carré, Amsterdam (voorprogramma van Orchestral Manoeuvres in the Dark)[12]
- 30 oktober 1983 - Paradiso, Amsterdam (The Europeans & Dead Can Dance in het voorprogramma)[30]
- 1 november 1983 - Concertgebouw de Vereeniging, Nijmegen (Dead Can Dance in het voorprogramma)[31]
- 4 november 1983 - LVC, Leiden (Dead Can Dance in het voorprogramma)
- 5 november 1983 - Podium Gigant, Apeldoorn (Dead Can Dance in het voorprogramma)
- 6 november 1983 - Don Quichotte, Sittard (Dead Can Dance in het voorprogramma)[32]
- 11 november 1983 - Paard van Troje, Den Haag (Dead Can Dance in het voorprogramma)
- 12 november 1983 - Vera, Groningen (Dead Can Dance in het voorprogramma)
- 16 november 1983 - Effenaar, Eindhoven (Dead Can Dance in het voorprogramma)
- 16 februari 1984 - Vera, Groningen
- 17 februari 1984 - Effenaar, Eindhoven (The Visitor in het voorprogramma)
- 19 februari 1985 - Concert Gabor, Haarlem
- 2 februari 1985 - Vera, Groningen
- 5 februari 1985 - Doornroosje, Nijmegen
- 6 februari 1985 - Paard, Den Haag
- 23 oktober 1986 - Muziekcentrum Vredenburg, Utrecht (Dif Juz in het voorprogramma)
- 15 oktober 1990 - Concertgebouw de Vereeniging, Nijmegen
- 16 oktober 1990 - Muziekcentrum Vredenburg, Utrecht
- 17 oktober 1990 - Concertgebouw de Vereeniging, Nijmegen
- 1 februari 1994 - Muziekcentrum Vredenburg, Utrecht
- 31 mei 1996 - Paradiso, Amsterdam[33]

## Wetenswaardigheden
De band had een eigen studio genaamd September Sound. In deze studio hebben ook Harold Budd, Moloko en Seefeel platen opgenomen.
Robin Guthrie en Simon Raymonde startten in 1997 een eigen platenlabel, genaamd Bella Union. 
O.a. Fleet Foxes en My Latest Novel tekenden een contract bij het label.

## Groepsleden
- Elizabeth Fraser - zang (1979-1997)
- Robin Guthrie - gitaren, drummachine (1979-1997)
- Simon Raymonde - basgitaar, gitaar, piano (1984-1997)
- Will Heggie - basgitaar (1979-1983)

## Discografie

### Albums
- 1982: Garlands
- 1983: Head over Heels
- 1984: Treasure
- 1986: Victorialand
- 1986: The Moon and the Melodies (Cocteau Twins & Harold Budd)
- 1988: Blue Bell Knoll
- 1990: Heaven or Las Vegas
- 1993: Four Calendar Café
- 1996: Milk & Kisses

### Ep's
- 1982: Lullabies
- 1983: Peppermint Pig
- 1983: Sunburst and Snowblind
- 1984: The Spanglemaker
- 1985: Aikea Guinea
- 1985: Tiny Dynamine
- 1985: Echoes in a Shallow Bay
- 1986: Love's Easy Tears
- 1995: Twinlights (CD)
- 1995: Otherness (CD)

### Singles
- 1983: Peppermint Pig
- 1984: Pearly Dewdrops Drops
- 1985: Aikea Guinea
- 1986: Love's Easy Tears
- 1990: Iceblink Luck
- 1990: Heaven or Las Vegas
- 1993: Evangeline
- 1993: Snow (Winter Wonderland & Frosty the Snowman)
- 1994: Bluebird
- 1996: Tishbite
- 1996: Violaine

### Verzamelalbums
- 1985: Tiny Dynamine / Echoes in a Shallow Bay
- 1986: The Pink Opaque
- 1991: The Box Set (10 disc box-set met alle ep's en bonusdisc)
- 1992: The Forgotten 4AD Tracks
- 1999: BBC Sessions (2 discset)
- 2000: Stars and Topsoil
- 2005: Lullabies to Violaine : Singles and Extended Plays, 1982-1996 (4-discboxset)
- 2005: Lullabies to Violaine Vol. 1 : Singles and Extended Plays, (2 cd's)
- 2005: Lullabies to Violaine Vol. 2 : Singles and Extended Plays, (2 cd's)
- 2016: Treasure Hiding - The Fontana Years (4 cd-box)
- 2016: BBC Sessions (Swing Shift vinyl-lp)

### Livealbums
- Cocteau Twins Amsterdam (Meervaart 29 januari 1983) vinyl-lp (Bootleg)

### Dvd
- 2004: Tishbites